# Нако Вековски
Нако Стаменов Вековски е български земеделец, занаятчия и политик, кмет на Орхание в периода 1933 – май 1934 г.
По време на неговото управление е осъществена една от корекциите на реката в града, построени са два моста, а по бреговете ѝ са засадени липи. Полагат се грижи и за летовище „Зелин“.